# Rândurile târgumureșene
Rândurile târgumureșene (în maghiară Marosvásárhelyi sorok) sunt un text scris în limba maghiară la începutul secolului al XV-lea în formă de notă în codexul Koncz care se datează din partea doua a secolului al XIV-lea, fiind unul dintre cele mai vechi astfel consemnări. Textul este sinteza unei părți în maghiară ale Cărților Regilor din Vechiul Testament ale bibliei în latină. Pe marginile unor pagini există în total 55 de cuvinte scrise în limba maghiară în primul sfert al secolului al  XV-lea. Aceste cuvinte constituie al șaselea monument de limbă maghiară.

## Istoric
Codexul de pergament a fost numit de lingviști după bibliotecarul Colegiului Reformat din Târgu Mureș, József Koncz care a găsit volumul în anul 1860 pe podul unei clădire anexă ale Castelului Rhédey folosită de angajații familiei. József Koncz și-a recunoscut vechimea manuscriptului și a transportat în biblioteca Colegiului.
În 1948 datorită naționalizării instituților de educație aflate în proprietatea cultelor religioase din România, Colegiul Reformat a fost transformat în liceu de stat și biblioteca cu cărțile valoroase a fost transportat în Biblioteca Teleki. Aici Elek Farczády⁠(hu)[traduceți] cu ajutorul lingvistului Attila Szabó T. au identificat textul în limba maghiară.

## Textul
| Textul original | Citirea actuală | Traducerea în română |
| --- | --- | --- |
| es ha miden te atyad dauid kyral chach eggiet meg elend s valaky azt hallandia az nog yeltest tezen hog te neped veretut s mend te melleled el futnak es menden eresnek ollian lezen ionha mi(n)t pauanak. | És ha midőn te atyád, Dávid Király, csak egyet megölend s valaki azt hallandja, az nagy üvöltést teszen, hogy a te néped veretütt, s mend temellőled elfutnak, és menden erősnek ollyan leszen jonha, mint pávának. | Și dacă părintele tău, Regele David, îl omoară numai unul și cineva aude, va striga că poporul tău a fost bătut, și de lângă tine fug, și vor fi puternici și vor fi ca păuna. |

## Galerie

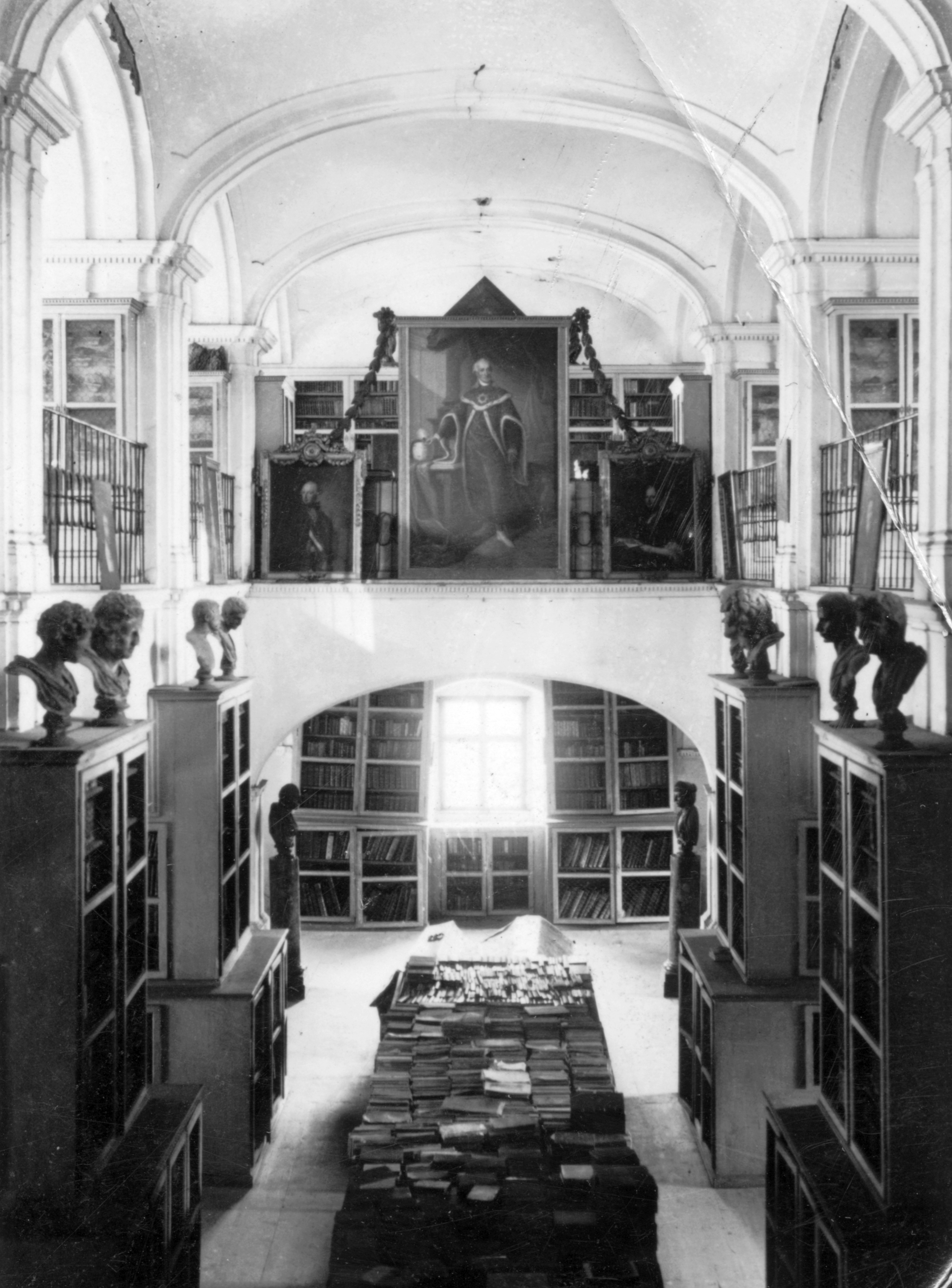
Biblioteca Teleki-Bolyai, adăpostul codexului după naționalizarea lui
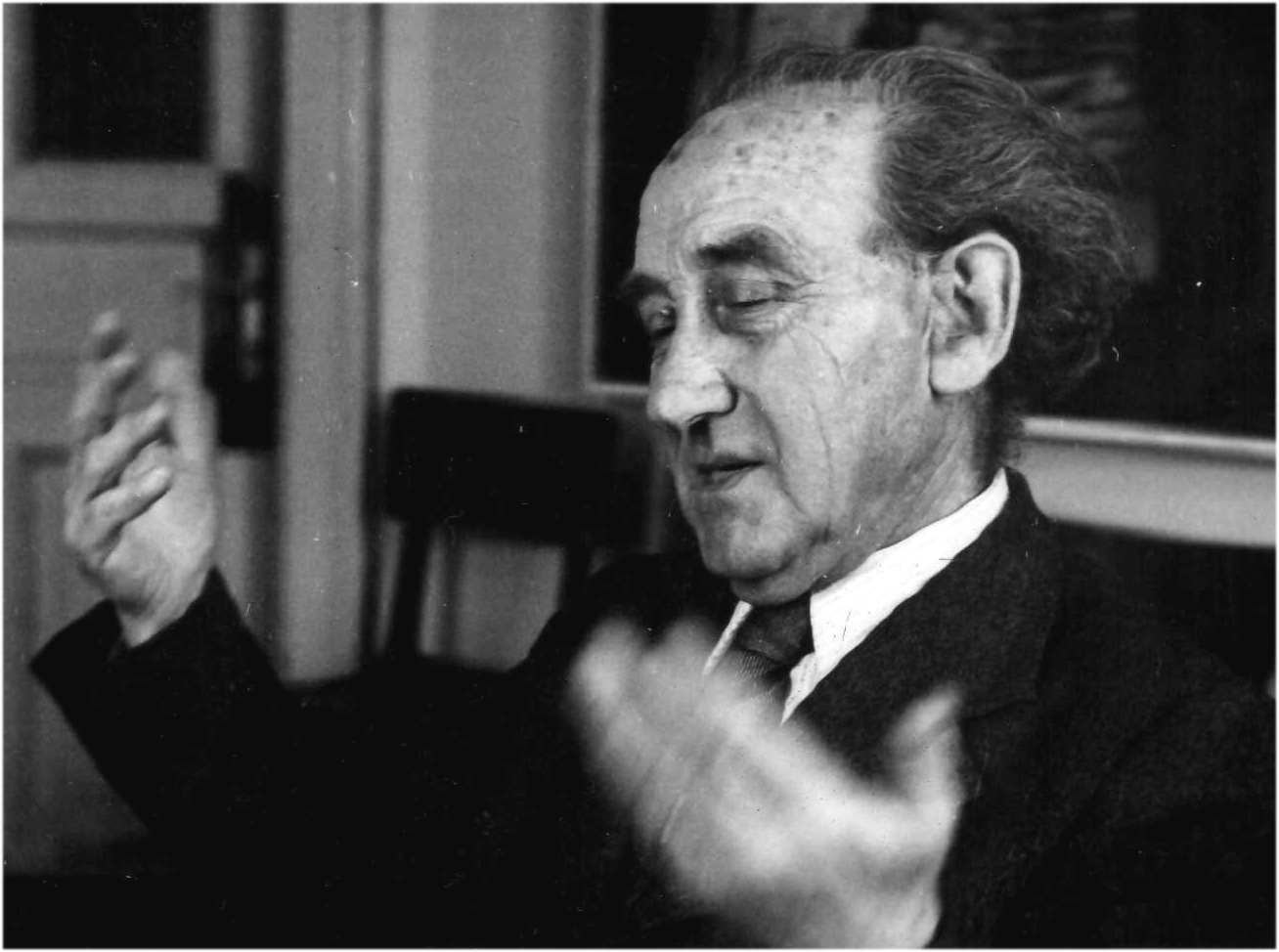
Profesorul universitar Attila Szabó T.